# الجريمة في فنزويلا

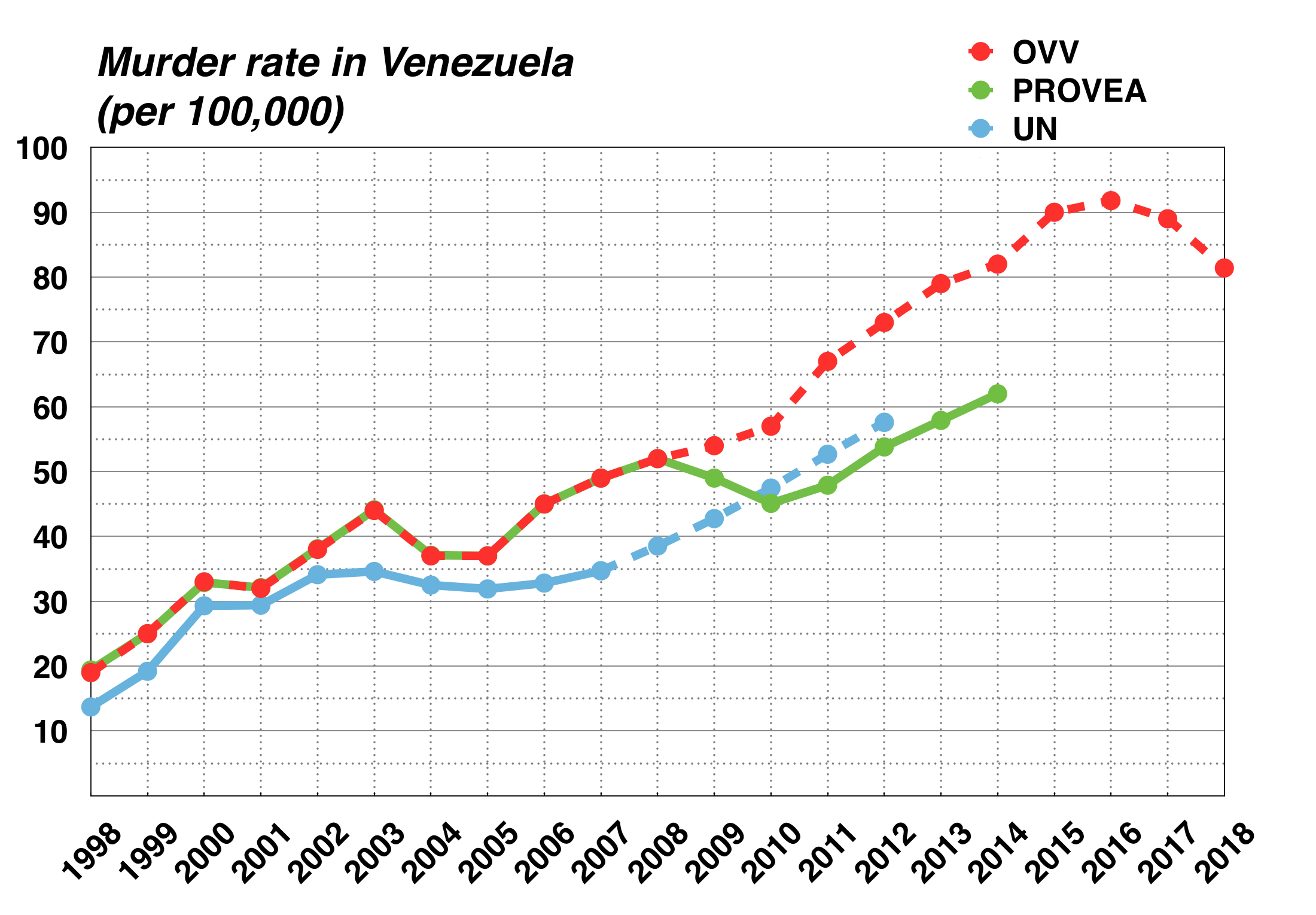

الجريمة منتشرة على نطاق واسع في فنزويلا، مع تزايد جرائم العنف مثل القتل والاختطاف سنويا. وقد عزت الأمم المتحدة الجريمة إلى البيئة السياسية والاقتصادية الهزيلة في البلد، الذي يوجد فيه ثاني أعلى معدل للقتل في العالم. ارتفعت معدلات الجريمة بسرعة خلال رئاسة هوغو تشافيز بسبب عدم الاستقرار المؤسسي لحكومته البوليفارية، ونقص التمويل لموارد الشرطة والتفاوت الكبير. وسعت حكومة تشافيز إلى الهيمنة الثقافية، مشجعة الصراع الطبقي والتفكك الاجتماعي من أجل إرساء هيمنة تشجع بدورها «العصابات الإجرامية على القتل والاختطاف والسرقة والابتزاز». وبحلول الوقت الذي توفي فيه تشافيز في عام 2013، صنفت جالوب فنزويلا كأكثر دولة غير آمنة في العالم.
كما استمرت الجريمة في الازدياد في عهد خليفة تشافيز ، الرئيس نيكولاس مادورو ، الذي واصل سياسات تشافيز التي عطلت الوضع الاجتماعي والاقتصادي لفنزويلا. بحلول عام 2015، كانت الجريمة ، التي كانت في كثير من الأحيان موضوع قلق الفنزويليين الأكثر وفقًا لاستطلاعات الرأي ، ثاني أكبر مصدر للقلق مقارنة بالنقص في فنزويلا. وازدادت الجرائم المتصلة بالنقص والجوع بعد ذلك بفترة وجيزة ، مع تزايد حوادث النهب في جميع أنحاء البلد. ويظل معظم الجرائم في فنزويلا دون عقاب وفقا لمكتب المدعي العام الفنزويلي ، مع 98 في المائة من الجرائم في فنزويلا لا تؤدي إلى المحاكمة.
كما انخفض معدل جرائم القتل في فنزويلا بين عامي 2017 و2020. في عام 2018، بدأ معدل القتل في فنزويلا – الذي يوصف بأنه الأعلى في العالم – في الانخفاض إلى 81.4 لكل 100،000 شخص وفقا لمرصد العنف الفنزويلي، حيث ذكرت المنظمة أن هذا الاتجاه التنازلي كان بسبب الملايين من الفنزويليين الذين هاجروا من البلاد في ذلك الوقت. انخفض معدل القتل أكثر من ذلك إلى 60.3 في عام 2019.